# Cleptometopus sikkimensis
Cleptometopus sikkimensis är en skalbaggsart som beskrevs av Stefan von Breuning 1971. Cleptometopus sikkimensis ingår i släktet Cleptometopus och familjen långhorningar. Inga underarter finns listade i Catalogue of Life.